# Generacja śmierci
Generacja śmierci – album muzyczny zespołu Anti Dread wydany w 2011 r. przez wytwórnię Jimmy Jazz Records. Muzyka tworzona przez zespół i prezentowana w ramach tego albumu zaliczana jest do gatunku punk rock, częściowo w stylistyce zbliżonej do punk'77, rock and roll i glam rock. Był to piąty album muzyczny w historii kapeli.

## Historia
Zespół muzyczny Anti Dread powstał w 2003 r., w Szczecinie. Pod koniec tego właśnie roku wytwórnia Jimmy Jazz Records wydała pierwszy, debiutancki album grupy. Otrzymał on tytuł „14 seksistowskich piosenek”. Następny, drugi album grupa wydała na początku 2005 r. pod tytułem „Jeszcze więcej seksistowskich piosenek”, a trzeci album w 2007 r. Otrzymał on tytuł „Wszyscy jesteśmy lesbijkami”. Kolejny, czwarty album grupa wydała już w 2008 r. pod tytułem „Zestaw do samobójstwa”. Natomiast piąty album Anti Dread został wydany w 2011 r. Nadano mu tytuł „Generacja Śmierci”. Premiera albumu miała miejsce w dniu 21.05.2011 r..

## Album i jego wydanie
Wydawcą albumu była wytwórnia Jimmy Jazz Records. W ramach katalogu tej wytwórni otrzymała ona numer JAZZ 145. Nośnikiem danych dla ścieżki dźwiękowej była jedna płyta kompaktowa. Płytę umieszczono w opakowaniu standardowym typu Jewel Case. Masa całości wynosi 92 gramy. Wydawnictwo otrzymał następujący kod EAN: 5905674941459 (Barcode: 5905674941459). W albumie zamieszczono w nim 13 utworów muzycznych. Dystrybucję prowadziła między innymi firma Fonografika z Warszawy.

## Skład zespołu
Zespół wydał ten album w następującym składzie:
- Maciej "CL-Boy" Kiersznicki – gitara
- Paweł "Piguła" Czekała – gitara
- Kacper Kosiński – perkusja
- Andrzej Haraburda – wokal
- "Cotton Candy" – gitara basowa[1][24].

## Utwory
| lp. | tytuł                       | czas (min:sek)} |
| --- | --------------------------- | --------------- |
| 1   | Lubię stare Niemki          |                 |
| 2   | Prosto w bezkresną przepaść | 3:00            |
| 3   | Jestem zwierzęciem          |                 |
| 4   | Piękna i słodka Dziewczyno  |                 |
| 5   | Różowy kowboj               | 3:47            |
| 6   | Baw się szybko              | 3:10            |
| 7   | Pedał z dworca zoo          |                 |
| 8   | Szukasz frajera             |                 |
| 9   | Byle dalej stąd kochanie..  | 3:19            |
| 10  | Generacja śmierci           | 2:44            |
| 11  | Maszyna                     |                 |
| 12  | Psy szczekają               |                 |
| 13  | Jestem wstydem tego narodu  |                 |

## Muzyka i odbiór
Muzyka zawarta w albumie zaliczana jest do gatunku muzycznego jakim jest punk rock. W utworach zamieszczonych w albumie znajduje się bardzo duża dawka melodyjnego punk rocka i rock and rolla, także z wyraźnymi nutami glam rocka. Twórczość zespołu znana z czterech wcześniejszych albumów ma swoje odzwierciedlenie także na tej płycie, a zaprezentowane dokonania potwierdzają, że muzycy konsekwentnie podążają własną drogą artystyczną. W utworach bez wątpienia można znaleźć charakterystyczny dla Anti Dread klimat, melodyjną muzykę, połączenie punka z rock and rollem i oczywiście właściwe dla ich piosenek tematy zawarte w ich tekstach. Można oczywiście zarówno tę twórczość, jak i sam zespół, lubić bądź nie, ale nie można pozostać obojętnym. Szczególnie wobec specyficznego i często bezkompromisowego przekazu płynącego z utworów, budujących także charakterystyczny wizerunek zespołu oraz przyciągających do niego całkiem spore grono fanów. Jest tu więc świat knajp, czerwonych latarni, szemranych miejsc, ciemnych zaułków, kontrastujących z wyznaniami miłości, niemocą, zakamarkami duszy, mroczną stroną człowieka i oczywiście jak to u nich skłonnością do dobrej zabawy. Album zawiera w sobie przebojowe kawałki w charakterystycznym, znanym, lubianym, wypracowanym przez muzyków w ciągu kilku lat stylu.
Pośród wyróżniających się na płycie utworów wymienia się między innymi „Pedał z dworca ZOO”, „Lubię stare Niemki”, „Różowy kowboj” czy „Jestem wstydem tego narodu”.